# Loi portant nouvelle organisation territoriale de la République
Lire en ligne

Légifrance

La loi no 2015-991 du 7 août 2015 portant nouvelle organisation territoriale de la République, plus connue sous son acronyme loi NOTRe, est une loi française qui s'inscrit dans l'acte III de la décentralisation mis en œuvre à partir de la présidence de François Hollande. Elle vise notamment à renforcer les compétences des régions et des établissements publics de coopération intercommunale.

## Contenu du projet de loi

### Renforcement des compétences des régions
Dans le projet de loi, les régions voyaient leurs pouvoirs renforcés par des transferts de compétences issues des départements, un accroissement de certaines compétences et une extension de leur pouvoir réglementaire. Ainsi, le projet de loi avait prévu le transfert des départements aux régions :
- des routes départementales au 1er janvier 2017. Il a été prévu que les mots « routes départementales » soient remplacés par les mots : « routes régionales » (article 9, I., 1° du projet initial)[1], mais cette proposition a été rejetée lors de la discussion qui a suivi le vote en première lecture par l'Assemblée nationale, le 10 mars 2015[2] ;
- des collèges (bâtiments, techniciens et ouvriers de service, sectorisation) et du forfait d'externat au 1er septembre 2017 (article 12)[3] ;
- des transports interurbains et scolaires, respectivement au 1er janvier 2017 et au 1er septembre 2017 (article 15)[1],[4] ;
- des ports départementaux, qui pourront aussi être transférés au bloc communal suivant un appel à candidatures (article 11)[5] ;
- de l'ensemble de la planification du secteur des déchets — la prévention et la gestion des déchets non dangereux et issus du bâtiment, constituent avant la réforme des compétences départementales — (article 5)[6].

Cependant, à l'issue de la première lecture par les deux assemblées, le transfert des collèges et des routes départementales n'a plus été envisagé, de même pour l'action sociale.
En matière de développement économique, la région serait chargée d'élaborer un schéma régional de développement économique, d'innovation et d'internationalisation (SRDEII) qui aurait valeur prescriptive et définirait les régimes d'aides aux entreprises. Les autres niveaux de collectivités pourraient également intervenir mais uniquement avec l'accord de la région ou directement mais dans des cas spécifiquement prévus par la loi. Les départements ne pourraient donc plus intervenir sur ce champ sauf exceptions comme certaines garanties d'emprunts à des organismes d'habitations à loyer modéré. Ces dispositions entreraient en vigueur le 1er janvier 2016 (articles 2 et 3).
Dans le domaine de l'aménagement et du développement durable, la région élaborerait un Schéma régional d'aménagement, de développement durable et d'égalité des territoires (SRADDET) qui aurait valeur prescriptive à l'égard des documents d'urbanisme (schéma de cohérence territoriale, plan local d'urbanisme) et qui se substituerait aux schémas existants dans ces domaines (articles 6 et 7).
Dans le domaine du tourisme, qui reste une compétence partagée entre les collectivités, les régions seraient chefs de file. Elles élaboreraient un schéma régional de développement touristique qui n'aurait toutefois pas de caractère prescriptif. Ces nouvelles dispositions entreraient en vigueur le 1er janvier 2016 (article 4).

### Réduction des compétences des départements
Les transports interurbains et scolaires (hors transport utilisateurs handicapés) et les ports départementaux étant transférés aux régions, le rôle des départements serait recentré sur les solidarités territoriales et sociales.
Le département pourrait ainsi mettre en œuvre toute aide ou action relative à la prévention ou à la prise en charge des situations de fragilité, le développement social, l'accueil des jeunes enfants et l'autonomie des personnes. Il serait également compétent pour faciliter l'accès aux droits et services des publics dont il a la charge.
Il pourrait apporter un soutien financier aux communes, groupements de communes ou EPCI dans le cadre de leurs projets de territoire. Il pourrait aussi contribuer au financement d'opérations d'investissement en faveur d'entreprises de services marchands nécessaires aux besoins de la population en milieu rural, dont la maîtrise d'ouvrage est assurée par des communes ou EPCI pour des raisons de solidarité territoriale et lorsque l'initiative privée est défaillante ou absente.
Le transfert aux métropoles de certaines compétences dans le domaine social est en outre prévu par la loi dans le domaine des aides sociales (insertion, jeunes en difficultés, personnes âgées, etc.) ou du tourisme.

### Transfert de certaines compétences de l'État
Le texte du projet de loi prévoit le transfert de l'État aux collectivités ou groupements de collectivités territoriales intéressées qui en feraient la demande de certains aéroports restant jusque-là de la compétence de l'État à l'issue de la mise en œuvre de la loi de décentralisation de 2004. L’État garderait in fine la compétence des aérodromes jouant un rôle structurant pour garantir la desserte aérienne, notamment internationale, du territoire, sur ceux sur lesquels sont implantées des entreprises qui représentent des intérêts essentiels en matière économique ou stratégique, ainsi que sur ceux essentiels dans les départements d’outre-mer pour la continuité territoriale. Les aérodromes de Dijon — après le retrait programmé des activités militaires —, Montpellier, Nîmes ou Strasbourg, pourraient ainsi être transférés.

### Nouvelle carte intercommunale
Les intercommunalités doivent regrouper au moins 15 000 habitants à partir du 1er janvier 2017, contre 5 000 en 2014.
En réaction à l'annonce du président, l'Assemblée des communautés de France précise que 1 507 communautés sur les 2 145 établissements publics de coopération intercommunale existants, soit près des trois quarts d’entre elles, n'atteignent pas ce seuil et auraient donc à changer de périmètre.
De nouveaux critères plus précis comportant notamment des propositions de dérogations ont été proposés lors de la première lecture de la loi le 10 mars 2015. L’application de ces critères réduit le nombre d’établissements de coopération intercommunale concernés par un éventuel regroupement. Cependant plus de la moitié restent concernés avec de fortes disparités régionales comme le montre la carte réalisée par EDATER.

### Transferts des personnels
Le texte du projet de loi prévoit les modalités de mise à disposition ou de transfert des services ou parties de services de l’État en charge des compétences transférées. Les agents des départements qui participent à l’exercice de compétences transférées aux régions (ou éventuellement, s’agissant des ports maritimes et intérieurs, à une autre collectivité ou un groupement) connaîtront une substitution d'employeur sans changer de fonction publique, ni de cadre statutaire. Le texte renforce par ailleurs les droits des agents en matière de protection sociale complémentaire lorsqu'ils font l'objet d’un transfert.

### Réécriture de certains points de la loi MAPTAM
Répondant à des demandes exprimées par les élus locaux, des amendements au projet de loi procèdent à la réécriture des dispositions de la loi MAPTAM relatives à la métropole du Grand Paris et à la métropole d'Aix-Marseille-Provence[réf. souhaitée].

### Statut de la Corse
La fusion des deux départements corses avait été une première fois refusée par référendum en 2003. À la suite d'une proposition de l'assemblée de Corse soutenue par le gouvernement, la collectivité territoriale de Corse et les conseils départementaux de Haute-Corse et de Corse-du-Sud sont fusionnés pour former la collectivité de Corse ; depuis le 1er janvier 2018, les pouvoirs du président du conseil exécutif de Corse, notamment, sont élargis.

## Projet de loi apparenté

### Procédure de modification ultérieure de la carte régionale
La loi no 2015-29 du 16 janvier 2015 relative à la délimitation des régions a prévu de permettre, entre 2016 et 2019, à un département de changer de région après avoir obtenu l’aval des 2 conseils régionaux concernés ainsi que du conseil départemental à une majorité des 3/5e.

## Chronologie législative
| Projet de loi                                                             | Étapes de la discussion                      | Première lecture | Première lecture | Première lecture | Première lecture | Deuxième lecture | Deuxième lecture | Commission mixte paritaire | Nouvelle lecture | Nouvelle lecture | Conseil constitutionnel | Président    |
| Projet de loi                                                             | Étapes de la discussion                      | Sénat            | Sénat            | Sénat            | Assemblée        | Sénat            | Assemblée        | Assemblée + Sénat          | Sénat            | Assemblée        | Conseil constitutionnel | Président    |
| ------------------------------------------------------------------------- | -------------------------------------------- | ---------------- | ---------------- | ---------------- | ---------------- | ---------------- | ---------------- | -------------------------- | ---------------- | ---------------- | ----------------------- | ------------ |
| Projet de loi                                                             | Étapes de la discussion                      | Dépôt            | Dépôt            | Vote             | Vote             | Vote             | Vote             | Résultat                   | Vote             | Vote             | Contrôle                | Promulgation |
| Projet de loi portant nouvelle organisation territoriale de la République | Site du Sénat, Site de l'Assemblée nationale | 18 juin 2014     | 18 juin 2014     | 27 janvier 2015  | 10 mars 2015     | 2 juin 2015      | 2 juillet 2015   | 9 juillet 2015             | 16 juillet 2015  | 16 juillet 2015  | 6 août 2015             | 7 août 2015  |
| Projet de loi portant nouvelle organisation territoriale de la République | Site du Sénat, Site de l'Assemblée nationale | T                | EI               | TA               | TA               | TA               | TA               | TD                         | TA               | TA               | D                       | L            |